# Bài trừ ảnh tượng

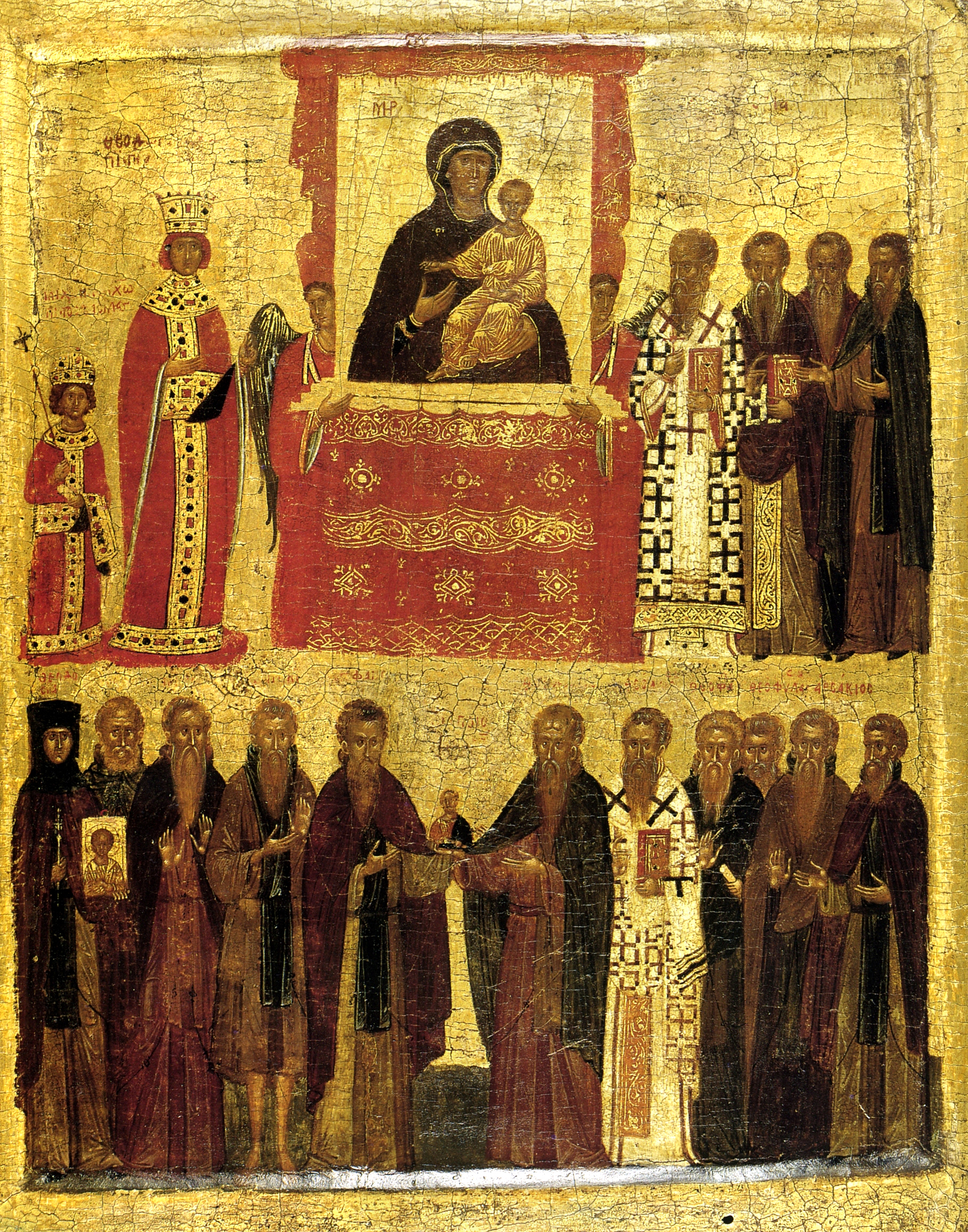
Chiến thắng của Chính thống giáo đánh bại phái bài trừ ảnh tượng dưới thời Byzantine Hoàng hậu Theodora và thái tử Michael III.

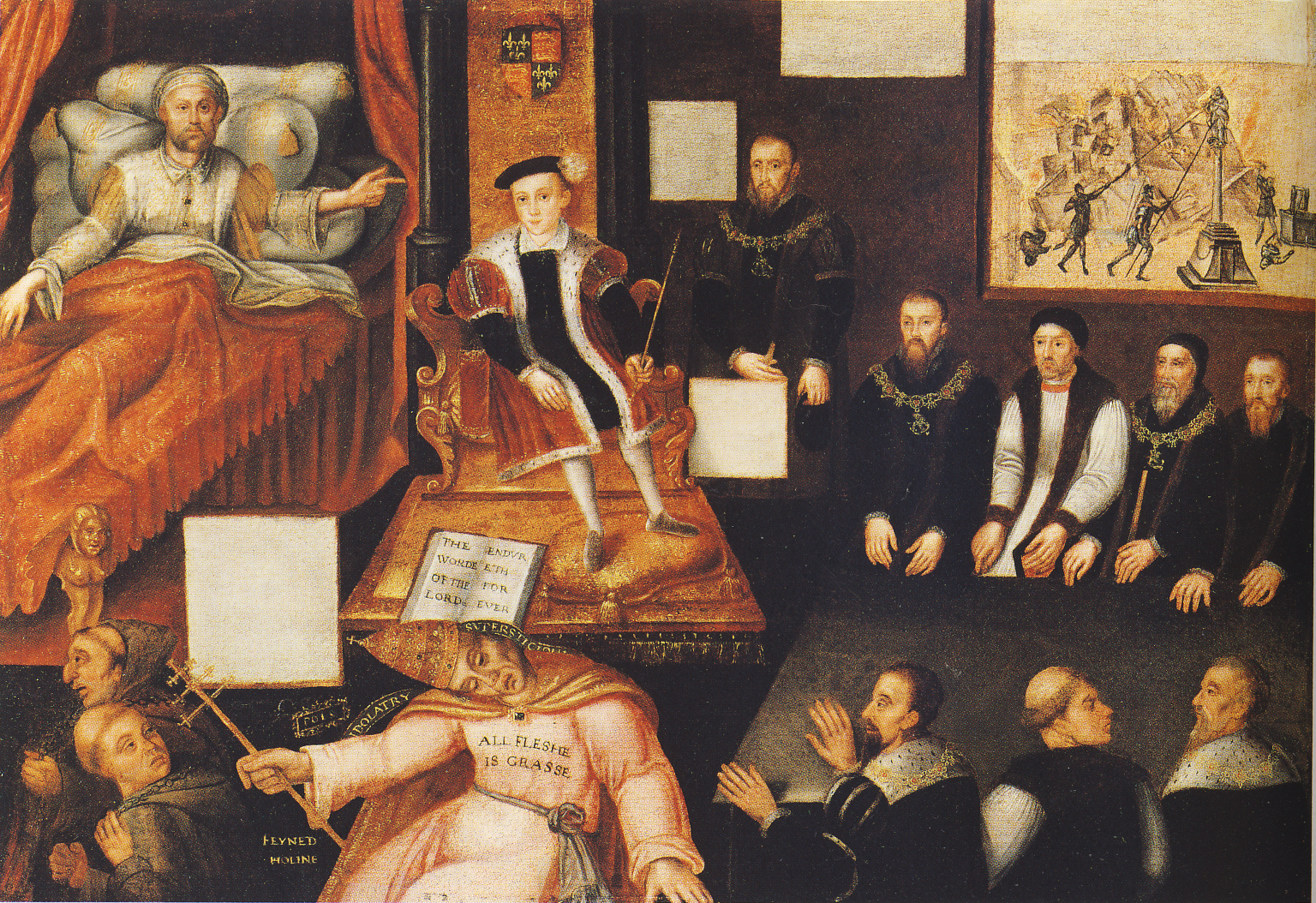
Trong tác phẩm tuyên truyền của người Elizabeth này, phía trên bên phải bức tranh mô tả những người đàn ông bận rộn kéo đổ và đập vỡ các biểu tượng, trong khi quyền lực được trao từ vị vua đang chết Henry VIII cho con trai Tin lành kiên định hơn nhiều của ông Edward VI. Phòng trưng bày chân dung quốc gia, London

Bài trừ ảnh tượng hay phá hủy ảnh tượng (tiếng Anh: iconoclasm, từ tiếng Hy Lạp: εἰκών eikṓn 'hình ảnh' và κλάω kláō 'phá vỡ') là niềm tin xã hội về tầm quan trọng của việc phá hủy các linh ảnh và các tranh ảnh hoặc tượng đài khác, thường xuyên nhất vì lý do tôn giáo hoặc chính trị. Những người tham gia hoặc hỗ trợ iconoclasm được gọi là iconoclasts.
Ngược lại, một người kính trọng hoặc tôn kính hình ảnh tôn giáo bị cáo buộc (bởi những người iconoclast) là iconolater (thờ ảnh tượng); trong bối cảnh Byzantine, một người như vậy được gọi là tôn kính ảnh tượng (iconodule hoặc iconophile). Iconoclasm thường không bao gồm việc phá hủy hình ảnh của một người cai trị cụ thể sau khi người đó bị lật đổ, một thực tế được gọi là damnatio memoriae.